# Seznam politických stran v Moldavsku
Toto je seznam politických stran v Moldavsku.
| Zkratka | Český název                                  | Moldavský název                                | Web                                         | Lídr               | Křesla | Ideologie                  |
| ------- | -------------------------------------------- | ---------------------------------------------- | ------------------------------------------- | ------------------ | ------ | -------------------------- |
| PCRM    | Strana komunistů Moldavské republiky         | Partidul Comuniștilor din Republica Moldova    | Archivováno 5. 3. 2006 na Wayback Machine.  | Vladimir Voronin   | 48     | komunismus                 |
| PLDM    | Liberální demokratická strana Moldavska      | Partidul Liberal Democrat din Moldova          |                                             | Vlad Filat         | 18     | liberální konzervatismus   |
| PL      | Liberální strana                             | Partidul Liberal                               |                                             | Mihai Ghimpu       | 15     | konzervativní liberalismus |
| PDM     | Demokratická strana Moldavska                | Partidul Democrat din Moldova                  | Archivováno 10. 3. 2021 na Wayback Machine. | Marian Lupu        | 13     | sociální demokracie        |
| AMN     | Strana Aliance Naše Moldavsko                | Partidul Alianță Moldova Noastră               |                                             | Serafim Urechean   | 7      | liberalismus               |
| PPCD    | Křesťanskodemokratická lidová strana         | Partidul Popular Creștin Democrat              |                                             | Iurie Roșca        | 0      | křesťanská demokracie      |
| AMN     | Sociálnědemokratická strana                  | Partidul Social Democrat                       |                                             | Dumitru Braghiș    | 0      | sociální demokracie        |
| PEMAVE  | Ekologická strana Moldavska "Zelená aliance" | Partidul Ecologist din Moldova "Alianța Verde" |                                             | Vladimir Braga     | 0      | zelená politika            |
| PNL     | Národní liberální strana                     | Partidul Național Liberal                      |                                             | Vitalia Pavlicenco | 0      | liberalismus               |